# Championnat d'Irlande du Nord de football 1938-1939
Navigation
Édition précédente Édition suivante
Le 45e Championnat d'Irlande du Nord de football se déroule en 1938-1939. 
Belfast Celtic remporte le championnat. C’est son treizième titre national et son quatrième consécutif. C’est un exploit sans précédent : jamais un club de football n’avait remporté plus de trois fois consécutivement le championnat. Ce record était partagé par les deux grands clubs ennemis Belfast Celtic et Linfield.

## Les 14 clubs participants
- Ards
- Bangor
- Ballymena United
- Belfast Celtic
- Cliftonville
- Coleraine
- Derry City
- Distillery
- Glenavon
- Glentoran
- Larne
- Linfield
- Newry Town
- Portadown

## Classement
| Rang | Équipe           | Pts | J  | G  | N | P  | Bp | Bc | Diff |
| ---- | ---------------- | --- | -- | -- | - | -- | -- | -- | ---- |
| 1    | Belfast Celtic   | 40  | 26 | 19 | 2 | 5  | 97 | 32 | +65  |
| 2    | Ballymena United | 35  | 26 | 15 | 5 | 6  | 63 | 54 | +9   |
| 3    | Derry City       | 33  | 26 | 15 | 3 | 8  | 84 | 47 | +37  |
| 4    | Portadown        | 33  | 26 | 15 | 3 | 8  | 84 | 56 | +28  |
| 5    | Linfield         | 30  | 26 | 14 | 2 | 10 | 58 | 40 | +18  |
| 6    | Glentoran        | 29  | 26 | 14 | 1 | 11 | 65 | 69 | -4   |
| 7    | Glenavon         | 28  | 26 | 12 | 4 | 10 | 67 | 57 | +10  |
| 8    | Ards             | 28  | 26 | 11 | 6 | 9  | 63 | 66 | -3   |
| 9    | Newry Town       | 26  | 26 | 9  | 8 | 9  | 43 | 48 | -5   |
| 10   | Distillery       | 22  | 26 | 9  | 4 | 13 | 53 | 56 | -3   |
| 11   | Larne            | 20  | 26 | 8  | 4 | 14 | 45 | 73 | -28  |
| 12   | Bangor           | 19  | 26 | 6  | 7 | 13 | 37 | 71 | -34  |
| 13   | Cliftonville     | 12  | 26 | 5  | 2 | 19 | 38 | 81 | -43  |
| 14   | Coleraine        | 9   | 26 | 3  | 3 | 20 | 40 | 87 | -47  |

|  | Champion d'Irlande du Nord |
|  | Relégation                 |

## Bilan de la saison
| Tableau d'Honneur                         |                |
| Compétition                               | Vainqueur      |
| Championnat d'Irlande du Nord de football | Belfast Celtic |
| Coupe d'Irlande du Nord de football       | Linfield       |

| Promotions et relégations |       |
| Relégués                  | Aucun |
| Promus                    | Aucun |